# A Mixup for Mazie
A Mixup for Mazie er en amerikansk stumfilm fra 1915 af Hal Roach.

## Medvirkende
- Harold Lloyd som Luke de Fluke.
- Gene Marsh som Mazie Orpe.
- Jack Spinks som Shorty Magee.
- Frank J. Coleman.
- James T. Kelley.